# 阴山之战
阴山之战是唐与突厥的战争中一次关键性的战役，唐朝在这次战役中彻底击败了东突厥汗国，东突厥頡利可汗后被俘虏，东突厥从此灭亡。唐军统帅李靖于贞观四年（630年）二月趁夜袭击阴山东突厥驻地，因此也叫做“李靖夜袭阴山”或者“夜袭阴山”。

## 战前背景
唐朝与东突厥征战多年。贞观四年正月，李靖率骁骑三千从马邑进驻恶阳岭，趁夜袭击了定襄（今内蒙古和林格尔北土城子古城）并破城。东突厥颉利可汗認為唐軍10多萬大軍壓境，仓促北撤至戈壁沙漠边缘，其部众多有叛离。而同时李世勣兵出云中，在白道大败东突厥军。颉利失败之后，向西逃往铁山（今内蒙古白云鄂博一带），还有剩下不到一万兵马。
由于担心唐朝的强大和继续打击，颉利派使者执失思力到唐朝交好，表示准备依附唐朝，可汗本人也同意在唐朝任职。其实，颉利并不是真的想投降唐朝，而仅仅是使用缓兵之计，争取时间，等待之后恢复自己的实力以便报仇雪耻。因为突厥使者的访问，唐太宗李世民派使者鸿胪卿唐俭等人回访突厥进行安抚，同时命令李靖帅军受降。

## 战役经过

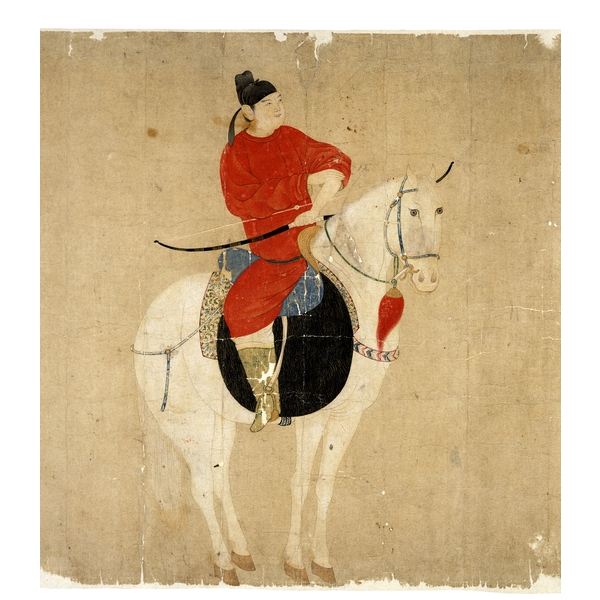
騎在馬背上的唐朝弓箭手，钱选繪

李靖与李世勣在白道会合，两人商议，认为颉利虽然战败，但部下兵马仍然很多，之后一定撤往沙漠，保存突厥的实力，唐军北击道路险阻且遥远，如果等到那个时候再追击突厥会十分困难。如今朝廷派使节前往突厥，突厥军必定松懈，以为唐军不会继续攻击。如果这时候挑选一万精兵，携带20天的粮草，不需要进行战斗就可以将突厥可汗擒获。于是同张公谨商议进兵，张公谨表示反对，说：“皇帝的诏书已经同意突厥投降，而且使者唐俭等还在突厥处，怎么能在这个时候发兵攻击呢？”李靖回答说：“这其实是当年韩信用来击败齐国的计策，唐俭之辈没有什么可惜的！”于是趁夜出动军队，李世勣部队尾随而行。李靖军队到达阴山，遇到突厥军队的一千多个帐篷，于是将其全部俘虏。
颉利见到唐朝派遣使者前来，十分高兴，认为这回算是安全了。二月甲辰（3月27日），苏定方帅二百骑为前锋，乘雾前进，到达突厥可汗的牙帐七里的地方，才被突厥军发现。这时突厥再组织抵抗已经来不及了，苏定方大获全胜，颉利乘千里马逃走。李靖随后引军赶到，突厥溃不成军，唐俭也获救生还。李靖此次消灭突厥军数万人，俘虏十馀万，获得牲畜数十万，并杀死隋朝义成公主，擒获其子叠罗施。颉利率领残兵一万馀人打算逃入戈壁沙漠，被屯于道口的李世勣部堵截，其下部落大酋长皆帅众归降，李世勣获得五万馀俘虏返回唐朝。唐军对东突厥大获全胜，平定了自阴山至戈壁沙漠一带的局势。

## 战后
唐朝打败东突厥后，原附属东突厥的各国各部落都归顺唐朝，并称唐太宗李世民为“天可汗”。颉利败走后，投奔位于灵州西北的苏尼失，计划投奔吐谷浑。唐朝大同道行军总管任城王李道宗引兵前来，要求苏尼失交出颉利。颉利趁夜逃走，躲藏在荒谷中。苏尼失害怕唐军的军力，将颉利捕获。三月庚辰（5月2日），行军副总管张宝相率众偷袭苏尼失营地，俘获了颉利送往京师，苏尼失举众投降，突厥势力因此完全从漠南消失。
太上皇李渊听说颉利被擒获，感叹道：“当年汉高祖被匈奴困在白登（今山西大同市東北），之后没有能够报仇成功。而今天我的儿子能灭突厥，我没有选错人，还有什么好忧愁的呢！”于是在凌烟阁设宴庆贺，并亲自弹奏琵琶，唐太宗则亲自舞蹈。